# 디지몬 스토리
『디지몬 스토리』(DIGIMON　STORY)는 2006년 6월 15일에 반다이남코 게임즈에서 발매한 닌텐도DS용 게임 소프트로서 장르는 육성RPG. 애니메이션 디지몬 세이버즈의 관련상품이기도 하다. 지금까지 발매된 디지몬 게임과는 달리 무려 21만장이라는 판매고를 올리며 속편「선버스트」와「문라이트」가 2007년 3월 29일 발매된다. 꽤나 인기작이지만 현재까지도 국내 발매는 미정인 상태.

## 개요
때는 근미래. 디지털 월드와 디지몬의 존재를 소문으로만 들었던 주인공은 방과후에 학교 컴퓨터를 사용하다 갑작스레 디지털 월드로 날아가게 된다. 그곳에서 CV엔제몬을 필두로한 디지몬들을 만나, 디지팜에서 디지몬을 육성시키며, 일어나는 사건들을 해결해나간다.
적을 만나 전투를 벌이면 적 디지몬의 스캔데이터를 수집하게 되는데 이를 모아서 컨버트시킴으로써 새로운 나만의 디지몬을 탄생시킬 수 있다.
디지몬 프론티어를 제외한, 디지몬 세이버즈를 포함한 디지몬 시리즈의 주력 디지몬들이 전원 등장한다 (진화체가 모두 나온 것은 아니다). 디지몬 세이버즈의 주연 캐릭터인 다이몬 마사루(최건우), 토우마(토마), 요시노(유진), 그리고 사성수나 칠대마왕도 등장.
닌텐도Wi-Fi커넥션를 사용함으로 멀리 떨어진 장소의 플레이어와 대전이나 디지몬 매칭을 해서 디지타마를 만들 수 있다.

## 평가
| 평가                                                           |        |
| -------------------------------------------------------------- | ------ |
| 평론 점수 평론사 점수 패미츠 30/40 [ 1 ] 게임스팟 7.2/10 [ 2 ] |        |
| 평론 점수                                                      |        |
| 평론사                                                         | 점수   |
| 패미츠                                                         | 30/40  |
| 게임스팟                                                       | 7.2/10 |